# Saint-Laurent-Lolmie
Saint-Laurent-Lolmie [sɛ̃ loʁɑ̃ lɔlmi] (okzitanisch Sent Laurenç de l’Òrmia) ist eine Ortschaft und eine Commune déléguée in der französischen Gemeinde Lendou-en-Quercy mit 174 Einwohnern (Stand 1. Januar 2022) im Département Lot in der Region Okzitanien (vor 2016 Midi-Pyrénées). Die Einwohner werden Saint-Laurentiens genannt.
Zum 1. Januar 2018 wurde Saint-Laurent-Lolmie mit Saint-Cyprien und Lascabanes zur Commune nouvelle Lendou-en-Quercy zusammengelegt. Die Gemeinde Saint-Laurent-Lolmie gehörte zum Arrondissement Cahors und zum Kanton Luzech.

## Lage
Saint-Laurent-Lolmie liegt etwa 28 Kilometer nördlich von Montauban am Fluss Lendou in der Landschaft des Quercy. 

## Bevölkerungsentwicklung
| Jahr                       | 1962 | 1968 | 1975 | 1982 | 1990 | 1999 | 2006 | 2013 |
| Einwohner                  | 290  | 273  | 219  | 200  | 228  | 202  | 195  | 196  |
| Quellen: Cassini und INSEE |      |      |      |      |      |      |      |      |

## Sehenswürdigkeiten
- Kirche Saint-Laurent von 1863
- Schloss Lolmie

## Persönlichkeiten
- Étienne de Villaret (1854–1931), Divisionsgeneral der Infanterie